# الأحمر العجوز
رواية «الأحمر العجوز» هي الرواية الثانية للروائي والأثري المصري حسين عبد البصير، بعد روايته الأولى «البحث عن خنوم» (القاهرة 1998). وصدرت الرواية في عام 2005 عن الهيئة المصرية العامة للكتاب بالقاهرة. وكروايته السابقة، تقوم هده الرواية على استلهام وإحياء التراث المصري القديم مستفيدة من تقنيات السرد الحديث والواقعية الشعرية الأسطورية. 
ويقوم البناء السردي للرواية على قصة متخيلة لها انعكاساتها وإرهاصاتها في الواقع المصري المعيش. إدن فعلى الرغم من بعدها الزمنى السحيق المستمد في الغالب من مفردات الحضارة المصرية القديمة، فإنها لا تبتعد عن الواقع المصري الراهن بكل إشكالياته المتعددة والمعاصرة. وتبدأ الرواية بـ«مفتتح» شعرى أسطورى يمهد المتلقى للقادم من الأحداث والشخصيات. ثم تتوالى الأقسام الثلاثة المكونة للرواية. 
والقسم الأول من الرواية يسمى: «دشر ور» وهي كلمة مصرية قديمة تعنى «الأحمر العجور»، وهي صفة لفرس النهر المعمّر«الأحمر العجوز» الدي تحمل الرواية اسمه. وقبل أن يلتقى القارئ بـ«فرس النهر الأحمر العجوز» وجها لوجه، يتعرف إلى قرية «ِبر ُمورا»، أي «بيت مورا»، نسبةً إلى ربة القرية «مورا»، ربة الخصوبة والحب العظمى، التي تدور على أرضها أغلب أحداث الرواية. ومن ثم يتعرف القارئ أيضا إلى الجد «آناتم»، المؤسس الأسطوري للقرية، والدي انحدر من صلبه «أونان»، بطل الرواية الرئيس وسيد القرية، والدي يحمل القسم الثاني من الرواية اسمه. ثم يتم التعرف على البحيرة الأزلية العجوز التي تقوم عليها حياة القرية من صيد وحرف أخرى كثيرة. ثم يتعرف القارئ على «الفرس الأحمر العجوز»، سيد البحيرة، وكدلك المتحكم في القرية وأهلها. ويتعرف القارئ إلى الوجه الإنساني لـ«الأحمر العجوز»، وهو ينتظر وصول مولود له، وحالة التوتر والقلق التي تنتابه لدى ولادته. ويحلم هده المرة بأن يولد له دكر يرث مملكته من بعده. ثم يتعرف القارئ إلى أهل القرية وأنشطتهم والربة مورا السمراء الجميلة، ربة القرية.
ومشكلة القرية الحقيقية مع أفراس النهر أنها تأكل ليلا محصول القرية الدي تعب أهلها كثيرا في زراعته، بينما هم نائمون. ومن ثم يقرر أهل القرية الانتقام من جماعة أفراس النهر وكبيرها الفرس الأحمر العجوز. وفكر «نارام»، الابن الأوحد لسيد القرية «أونان»، في الانتقام من الأفراس، فصنع حيلة، وقع على أثرها في أيديهم، الفرس الأحمر الصغير، الابن الأوحد للفرس الأحمر العجوز، سيد البحيرة، فيقرر الفرس الانتقام من أهل القرية جميعا، وينجح في قتل الابن الأوحد لسيد القرية «أونان»، نارام هو وزوجته مريام وهما في نزهة في عرض البحيرة، بعد أن هاجمهما، بينما دفع مهد ولدهما الصغير آشيل إلى الشاطئ. ومن يشتد الصراع داخل الرواية بين سيد البحيرة، الفرس الأحمر العجوز"، وبين سيد القرية، «أونان».
ويبدأ القسم الثاني من الرواية والمعنون «أونان»، بالبطل «أونان» وسيرته وتاريخه وقراره الانتقام من «الفرس الأحمر العجوز»، سيد البحيرة، الدي قتل ولده انتقاما لمقتل ولده الفرس الأحمر الصغير. وينتهى باختفاء «أونان» ونهايته على أيدى الأحمر العجوز.
ويبدأ القسم الثالث والأخير من الرواية والمسمى «أوشتاتا»، بـ«فارسة النساء»، «أوشتاتا»، زوجة «أونان» وأم «نارام»، التي تقرر الانتقام لزوجها وولدها. فتظن أنها قد نجحت في قتل «الأحمر العجوز»، بعد معركة مضنية معه، ثم تسلم الروح لخالقها.
وتنتهى الرواية بـ"مختتم"، كما بدأت بـ" مفتتح"، يؤكد فيه: "أحد عجائز القرية أن العجوز لم يمت، وأنه لا يموت أبدًا، قد يحدث هذا أحيانًا، وكم مر بنا من تجارب ومحاولات للقضاء عليه، لكنه لا يلبث أن يعود من جديد بنفس القوة والحيوية التي كان عليها، متجددًا ولافظًا كل ما مضى.
لا يموت أبدًا، دائمًا يوهم المرء نفسه بذلك، بل يتمناه في قرارة نفسه حتى يتحرر من إساره، لكنه لا ينجح في ذلك أبدًا، قد ينجح في تمني ذلك بعض الوقت، لكنه سرعان ما يلبث أن يفيق من حلمه على الحقيقة المؤكدة التي لا تتغير أبدًا."
وهكدا تنتهى الرواية في دائرية تؤكد أزلية الصراع واستمراريته، وأن الصراع بين الإرادتين البشرية والإلهية مستمر إلى الأبد، وأن فكرة الانتقام قد تدمر حياة الإنسان، كما حدث لأغلب شخصيات الرواية، دون تحقيق أية فائدة ترجى.
والرواية ليست كبيرة الحجم، وتقوم على التكثيف والإيجاز والتلميح لا التصريح. واللغة شعرية فائقة، والبناء الفني بسيط يدفع دائما الأحداث بإطراد للأمام. والرواية غنية بالتفاصيل الدقيقة التي تضفي الكثير من الأبعاد على المناخ الأسطوري الدي تدور فيه أحداث الرواية.